# Primera División de Venezuela 1964
La temporada 1964 de Primera División fue la octava edición de la máxima categoría del fútbol profesional venezolano.

## Equipos participantes
| Club                | Estado           |
| ------------------- | ---------------- |
| Deportivo Galicia   | Distrito Federal |
| Deportivo Italia    | Distrito Federal |
| Deportivo Portugués | Distrito Federal |
| La Salle            | Distrito Federal |
| Tiquire Flores      | Aragua           |
| U. D. Canarias      | Distrito Federal |

## Historia
En la temporada de 1964, Los “gallegos” del Deportivo Galicia lograron su primer trofeo nacional luego de vencer en la serie final al Tiquire Flores: triunfo de 2-0 en la ida y empate (2-2) en la vuelta. Tiquire Flores ganó sucesivamente la Copa Venezuela tras vencer en la liguilla a la Unión Deportiva Canarias. 
El torneo fue de dos rondas: los ganadores se enfrentaron en la serie final por el título.
El brasileño Helio Rodrígues del Tiquire Flores consiguió el campeonato de goleo tras haber marcado 12 goles.
Deportivo Galicia

Campeón
1.er título

## Etapas

### Priemera etapa

#### Tabla de posiciones
|    | Equipo              | PTS | PJ | PG | PE | PP | GF | GC | DG  |
| -- | ------------------- | --- | -- | -- | -- | -- | -- | -- | --- |
| 1. | Deportivo Galicia   | 16  | 10 | 7  | 2  | 1  | 22 | 9  | 13  |
| 2. | Deportivo Italia    | 15  | 10 | 7  | 1  | 2  | 20 | 10 | 10  |
| 3. | Tiquire Flores      | 12  | 10 | 5  | 2  | 3  | 21 | 12 | 9   |
| 4. | U. D. Canarias      | 10  | 10 | 4  | 2  | 4  | 12 | 12 | 0   |
| 5. | Deportivo Portugués | 4   | 10 | 1  | 2  | 7  | 9  | 26 | -17 |
| 6. | La Salle            | 3   | 10 | 1  | 1  | 8  | 10 | 25 | -15 |

|  | Clasificado a la Final |

### Segunda etapa

#### Tabla de posiciones
|    | Equipo              | PTS | PJ | PG | PE | PP | GF | GC | DG  |
| -- | ------------------- | --- | -- | -- | -- | -- | -- | -- | --- |
| 1. | Tiquire Flores      | 13  | 10 | 6  | 1  | 3  | 21 | 13 | 8   |
| 2. | La Salle            | 12  | 10 | 5  | 2  | 3  | 16 | 14 | 2   |
| 3. | Deportivo Galicia   | 11  | 10 | 5  | 1  | 4  | 22 | 16 | 6   |
| 4. | U. D. Canarias      | 11  | 10 | 3  | 5  | 21 | 11 | 12 | -1  |
| 5. | Deportivo Portugués | 10  | 10 | 3  | 4  | 3  | 11 | 12 | -1  |
| 6. | Deportivo Italia    | 3   | 10 | 1  | 1  | 8  | 7  | 21 | -14 |

|  | Clasificado a la Final |

### Final
La Final fue disputada entre el Deportivo Galicia y el Tiquire Flores
| 2 de agosto | Tiquire Flores | 0:2 | Deportivo Galicia | Olímpico de la UCV, Caracas |  |

| 5 de agosto | Deportivo Galicia | 2:2 (Global 4:2) | Tiquire Flores | Olímpico de la UCV, Caracas |  |

## Tabla Acumulada
|    | Equipo                | PTS | PJ | PG | PE | PP | GF | GC | DG  |
| -- | --------------------- | --- | -- | -- | -- | -- | -- | -- | --- |
| 1. | Deportivo Galicia (C) | 27  | 20 | 12 | 3  | 5  | 44 | 25 | 19  |
| 2. | Tiquire Flores        | 25  | 20 | 11 | 3  | 6  | 42 | 25 | 17  |
| 3. | U. D. Canarias        | 21  | 20 | 7  | 7  | 6  | 23 | 24 | -1  |
| 4. | Deportivo Italia      | 18  | 20 | 8  | 2  | 10 | 27 | 31 | -4  |
| 6. | La Salle              | 15  | 20 | 6  | 3  | 11 | 26 | 39 | -13 |
| 6. | Deportivo Portugués   | 14  | 20 | 4  | 6  | 10 | 20 | 38 | -18 |

|  | Campeón, clasificado para la Copa Libertadores 1965. |